# Martha Arendsee

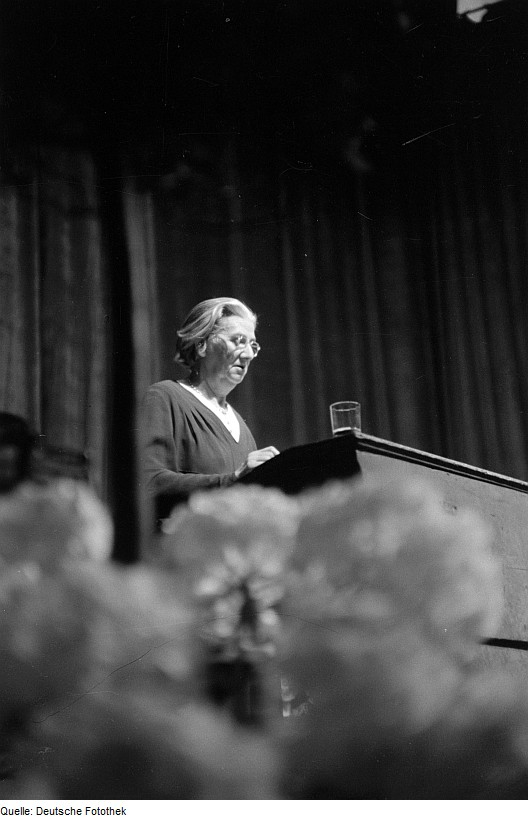
Martha Arendsee en 1946.

Martha Arendsee ( ), née le 29 mars 1885 à Berlin-Wedding et morte le 22 mai 1953 à Berlin-Est, est une femme politique et une militante des droits des femmes allemande. Membre du Parti communiste d'Allemagne à partir de 1920, elle se consacre essentiellement au travail des femmes et à la politique sociale. Elle est députée à l'Assemblée constituante prussienne, au Parlement de l'État prussien et au Reichstag de 1919 à 1930. Martha Arendsee est considérée comme une des femmes politiques les plus actives du mouvement ouvrier allemand.

## Biographie

### Jeunesse et formation
Hulda Martha Arendsee est née le 29 mars 1885 à Wedding. Son père est imprimeur. Après sa scolarité, elle effectue un apprentissage commercial mais elle est sérieusement handicapée à la suite d'une opération et, de 1903 à 1910, elle doit travailler à domicile. Elle est ensuite employée dans une coopérative de consommation jusqu'en 1919,.

### Engagement politique
Martha Arendsee s'engage très tôt dans la politique. Elle rejoint le Parti social-démocrate d'Allemagne en 1906 et est responsable du travail des femmes à Berlin de 1907 à 1916. En 1915, elle fait partie de la délégation allemande à la Conférence internationale des femmes socialistes contre la guerre (de) réunie à Berne par Clara Zetkin, avec Käte Duncker (de), Margarete Wengels (de) et Bertha Thaleimer. La même année, elle est brièvement arrêtée pour ses activités pacifistes. En 1917, elle rejoint le Parti social-démocrate indépendant d'Allemagne (USPD) et dirige la section de district de Wedding jusqu'en 1919. Elle quitte ensuite l'USPD en 1920 pour le Parti communiste où elle se consacre principalement au travail des femmes et à la politique sociale et édite le magazine Die Kommistinist,.
Elle participe à la révolution allemande de novembre 1918 à Berlin.

### Parlements
Elle est membre de l'Assemblée constituante prussienne de 1919 à 1921 pour l'USPD, puis siège pour le Parti communiste au Parlement de l'État prussien de 1921 à 1924 et au Reichstag de 1924 à 1930,.
Elle travaille ensuite à la commission syndicale, au comité de rédaction de la revue Proletarische Sozialpolitik et, à partir de 1925, principalement au Secours ouvrier international (IAH) (1931-1935, où elle est membre de la direction et du Secrétariat international pour la politique sociale. En tant que sympathisante de l'aile droite du parti autour des anciens dirigeants du parti August Thalheimer et Heinrich Brandler, expulsés du KPD, elle n'est plus nommée candidate aux élections du Reichstag de 1930,.

### Années du nazisme et Union soviétique
Après la « prise du pouvoir » du Parti national-socialiste, en 1933, elle est condamnée à 6 mois de prison en raison de ses activités politiques. Elle les passe d'avril à septembre 1933 à la prison pour femmes de Barnimstraße à Berlin. En mai 1934, après sa libération, Martha Arendsee émigre à Moscou avec son mari Paul Schwenk (de), via Prague et Paris. Celui-ci est emprisonné pendant des années durant les purges staliniennes de 1937 à 1941. Martha Arendsee travaille, entre autres, comme employée au département socio-économique de l'Internationale syndicale rouge (RGI) puis à la direction du « Club des travailleurs étrangers ». À partir de 1941, elle travaille à Radio Moscou pour les émissions en langue allemande et au Volkssender allemand, la chaîne de radiodiffusion du KPD. En 1943, Martha Arendsee est la seule femme parmi les fondateurs du Comité national pour l'Allemagne libre, qui essaie, sans grand succès, de promouvoir le communisme et l'antifascisme parmi les troupes allemandes et les prisonniers de guerre,,.

### Après la Seconde Guerre mondiale
Après la fin de la Seconde Guerre mondiale, Martha Arendsee retourne en Allemagne avec Wilhelm Pieck en juin 1945. Elle est la seule femme cosignataire du premier appel du Comité central du Parti communiste du 11 juin 1945,. Après la fusion du Parti communiste et du Parti social-démocrate pour former le Parti socialiste unifié d'Allemagne (SED), Martha Arendsee est membre de la direction initiale du SED mais n'est pas réélue en septembre 1947,,. 
À partir d'août 1945, elle est membre de la commission des femmes de la magistrature de Berlin et dirige le département de politique sociale du syndicat des salariés, le Freier deutscher Gewerkschaftsbund de 1946 à 1948. En 1949/1950, elle est présidente de l'Institut d'assurance sociale de Berlin.

### Fin de vie et hommages
Martha Arendsee décède le 22 mai 1953 à Berlin-Est. Son urne funéraire est enterrée au mémorial socialiste du cimetière central de Friedrichsfelde à Berlin-Lichtenberg, auprès de nombreux autres militants antifascistes.
À l'occasion de son 90e anniversaire en 1975, la poste de la République démocratique allemande émet un timbre à son effigie dans la série Personnalités du mouvement ouvrier allemand (de). Pour le 25e anniversaire de sa mort en 1978, une rue de Berlin-Marzahn (aujourd'hui le quartier de Marzahn-Hellersdorf) prend son nom,  ainsi qu'une maison de retraite. Son nom est également donné à un lycée polytechnique de Berlin.

## Publication
- (de) Der Vater Staat und die arbeitenden Frauen, Berlin, 1924.